# Vaina loca
«Vaina loca» es una canción del cantante puertorriqueño Ozuna y el cantante colombiano Manuel Turizo, incluida en el segundo álbum de estudio del primero, Aura. Fue lanzada como el segundo sencillo del álbum el 28 de junio de 2018 en YouTube a través de DímeloVi. Está compuesta por Juan Carlos Ozuna Rosado "Ozuna", Manuel Turizo Zapata, Julian Maya "it's Maya", con la participación de "Juanito Cardona / Juan Esteban Cardona Acosta", "Juanito Cardona" es grabador, intérprete compositor y productor de las melodías de guitarra. Michael Sanchez "Elektrik on the beat" productor musical, Chris Jedi y Gaby Music, y está enfocada en la sensación de enamorarse perdidamente. La canción también forma parte de la banda sonora de la película dominicana de 2018 Qué León.Según Billboard Latin Actualmente "Vaina Loca" pertenece a YouTube’s Billion Views Clubdesde marzo 31 del año 2021. En el año 2023 "Vaina Loca" está disponible en su versión en vivo en el álbum "Ozu Vivo" "Ozuna Vivo | Live Album" disponible en plataformas de streaming y en YouTube.

## Video musical
El video musical fue dirigido por Nuno Gómes. Trata sobre un chico que sueña con experimentar el amor con la chica que está enamorado.